# Ouistiti oreillard
Callithrix aurita · Ouistiti à oreilles blanches
 (février 2019).
Si vous disposez d'ouvrages ou d'articles de référence ou si vous connaissez des sites web de qualité traitant du thème abordé ici, merci de compléter l'article en donnant les références utiles à sa vérifiabilité et en les liant à la section « Notes et références ».
Espèce
Statut de conservation UICN

 EN  : En danger
Statut CITES
Le Marmouset à oreilles blanches, Ouistiti à oreilles blanches ou Ouistiti oreillard (Callithrix aurita) est une espèce de singes de la famille des Callitrichidae est endémique du Brésil.

## Description
Pelage noir parsemé de poils chamois ou roux orangé. Spécimens souvent plus clairs dans le São Paulo que dans le Rio de Janeiro, spécimens à tendance noire dans quelques localités (Volta Grande, Além Paraíba) du sud-est du Minas Gerais. Magnifique tête multicolore où le noir des poils du pourtour de la tête contraste avec les touffes auriculaires chamois (brun à blanc) de 2,5 cm environ, le devant de la couronne fauve et le front blanchâtre, avec de nombreuses variations individuelles.

### Mensurations
Poids : 400-450 g.

## Répartition et habitat
Cette espèce est endémique au sud-est du Brésil où elle est présente dans les états de Minas Gerais, Rio de Janeiro et São Paulo. Elle vit dans les forêts tropicales humides de montagnes jusqu'à 1 300 m d'altitude.

## Écologie et comportement

### Domaine
De 11 à 16ha et plus. 35,3ha (domaine annuel) dans le PE de la Serra do Mar et chevauchant peu ceux des voisins (15 %). 16,5ha (Fazenda Lagoa, sud du Minas Gerais).

### Densité
~14/km2 (Barreiro Rico). 2,8/km2 (Serra do Brigadeiro). 1 groupe/1,42 km2 (Santa Isabel). 3,5/km2 (de 2,8 à 4,6/km2) dans la forêt de São José (São Paulo).

### Locomotion
Quadrupède.

### Comportements basiques
Diurne. Arboricole.

### Activités
Actif neuf heures par jour. Parcourt chaque jour 986 m (Fazenda Lagoa). Budget d’activités (PE de la Serra do Mar) : déplacements (18,7 %), recherche de nourriture (35 %), alimentation proprement dite (19,9 %), repos (6,2 %) et contacts sociaux (20,2 %). Budget d’activités (Fazenda Lagoa) : déplacements (41 %), recherche de nourriture (8 %), alimentation proprement dite (6 %), repos (33 %) et contacts sociaux (12 %).

### Alimentation
Gommivore-frugivore-insectivore. Budget alimentaire végétal (PE de la Serra do Mar) : gommes (54 %), fruits (31 %) et champignons (15 %). Moins gommivore que les autres Callithrix car ses incisives inférieures sont moyennement adaptées à l’incision du bois et sont davantage utilisées pour l’écorçage. 21 espèces de plantes, avec une prédilection pour l’ingá (Inga sp.) et les cactacées Rhipsalis. Invertébrés (larves et adultes, surtout orthoptères, coléoptères et opilions, mais aussi termites, fourmis et chenilles) et vertébrés (grenouilles, lézards, oisillons). Budget alimentaire (Fazenda Lagoa) : gommes (46 %), fruits (11 %) et invertébrés (22 %). Ici, il consomme surtout la gomme de l’acacia Acacia paniculata, les fruits de Maclura tinctoria et les chenilles. Il suit les fourmis légionnaires pour croquer les insectes qui s’enfuient sur son passage, durant la saison sèche.
À Santa Isabel (São Paulo), il consomme les fruits de Protium widgrenii, Ficus organensis, Myrcia rostrata, Prunus sellowi et Matayba oleagenoides.

### Taille du groupe
7 (de 2 à 13). 5,6 (SE de Mogi-Guaçu).

### Structure sociale et système de reproduction
Groupe multimâle-multifemelle. Polyandrie ou polygynie. Monogamie en captivité.
Les membres sont placés sous l’autorité d’un couple dominant reproducteur. Toutefois, deux femelles peuvent mettre bas, comme chez l’ouistiti du Nordeste (C. jacchus) et l’ouistiti à tête jaune chamois (C. flaviceps).
Les jumeaux naissent au printemps après 5 mois de gestation environ.

### Communication
La femelle utilise ses glandes anales pour marquer non seulement son territoire mais aussi son mâle avant l’accouplement.
Les membres de cette espèce passent beaucoup de temps à se toiletter mutuellement. Cette activité de toilettage social est à la fois un travail consciencieux et un loisir ritualisé. Lorsqu’il désire être toiletté, le demandeur s’approche d’un congénère, le regarde droit dans les yeux puis s’étire devant lui. Les meilleurs épouilleurs sont très convoités.

### Prédateurs
Serpents, tel que le jaracara (Bothrops jararaca).

## Taxonomie
Incertaine. Aucune sous-espèce ou peut-être 2 (C. a. aurita et C. a. flaviceps).

## Menaces et conservation
Le marmouset à oreilles blanches est menacé par la déforestation et par sa capture pour en faire un animal de compagnie. Il est présent dans de nombreux parcs nationaux. 
Cette espèce est incluse en 2018 dans la liste des 25 espèces de primates les plus menacées au monde.